# Parénèse
Une parénèse, du grec ancien παραίνεσις, paraínesis, « exhortation », est une incitation d'ordre religieux que l'on trouve fréquemment dans la Bible, en particulier dans les épîtres du Nouveau Testament, ou dans des écrits de Pères apostoliques comme la Première épître de Clément. Ce terme est souvent employé par l'exégèse historico-critique, notamment par l'école de la Formgeschichte, pour désigner un passage où l'auteur cherche à affermir la foi des fidèles. 
Le corpus paulinien contient de nombreux passages parénétiques.
Cette notion relève du genre homilétique.